# Idalima hemiphragma
Idalima hemiphragma är en fjärilsart som beskrevs av Oswald Beltram Lower 1903. Idalima hemiphragma ingår i släktet Idalima och familjen nattflyn. Inga underarter finns listade i Catalogue of Life.